# 노명검
"노명검"은 한국에서 제작된 계치홍 감독의 1980년 액션 영화이다. 진관태 등이 주연으로 출연하였고 정창화 등이 제작에 참여하였다.

## 출연

### 주연
- 진관태
- 김사옥
- 권영문
- 김기종

## 기타
- 조명: 박삼조
- 녹음: 이재웅